# Basilea-Camp
Basilea-Camp (alemany: Basel-Landschaft; alemany suís: Baselbiet; francès: Bâle-Campagne, romanx: Basilea-Champagna) és un dels 26 cantons de Suïssa. La capital és Liestal.

## Geografia
El cantó es troba al nord-oest de Suïssa. Amb algunes excepcions, abasta els municipis de la vall de Laufen al llarg del riu Birse així com els municipis que voregen amb l'Ergolz. La forma força irregular del cantó es deu més a circumstàncies històriques i relacions entre pobles que a estructures naturals.
Basilea-Camp limita a l'est i al nord-est amb el cantó d'Argovia i amb el Rin, que forma frontera amb l'estat alemany de Baden-Württemberg. Al nord hi ha el cantó de Basilea-Ciutat. Al sud limita amb el cantó de Solothurn. Al nord-oest fa frontera amb França i amb els dos enclavament de Solothurn. Finalment, el cantó del Jura es troba al sud-oest.
El punt més alt es troba al Hinteri Egg, a la serralada del Jura, amb 1.168 m, i el seu punt més baix es troba a la desembocadura del Birse al Rin, a la localitat de Birsfelden, amb 246 m. En termes de superfície, el cantó és el novè cantó més petit de Suïssa amb 517,56 km² i té una població de 294.417 habitants el 2022.

### Demografia
A 31 de desembre de 2022, el cantó de Basilea-Camp té 294.417 habitants, representant el 3,3% de la població total de Suïssa. És, doncs, l'onzè cantó suís més poblat. La densitat de població arriba als 569 habitants/km², significativament superior a la mitjana suïssa.

## Divisió administrativa

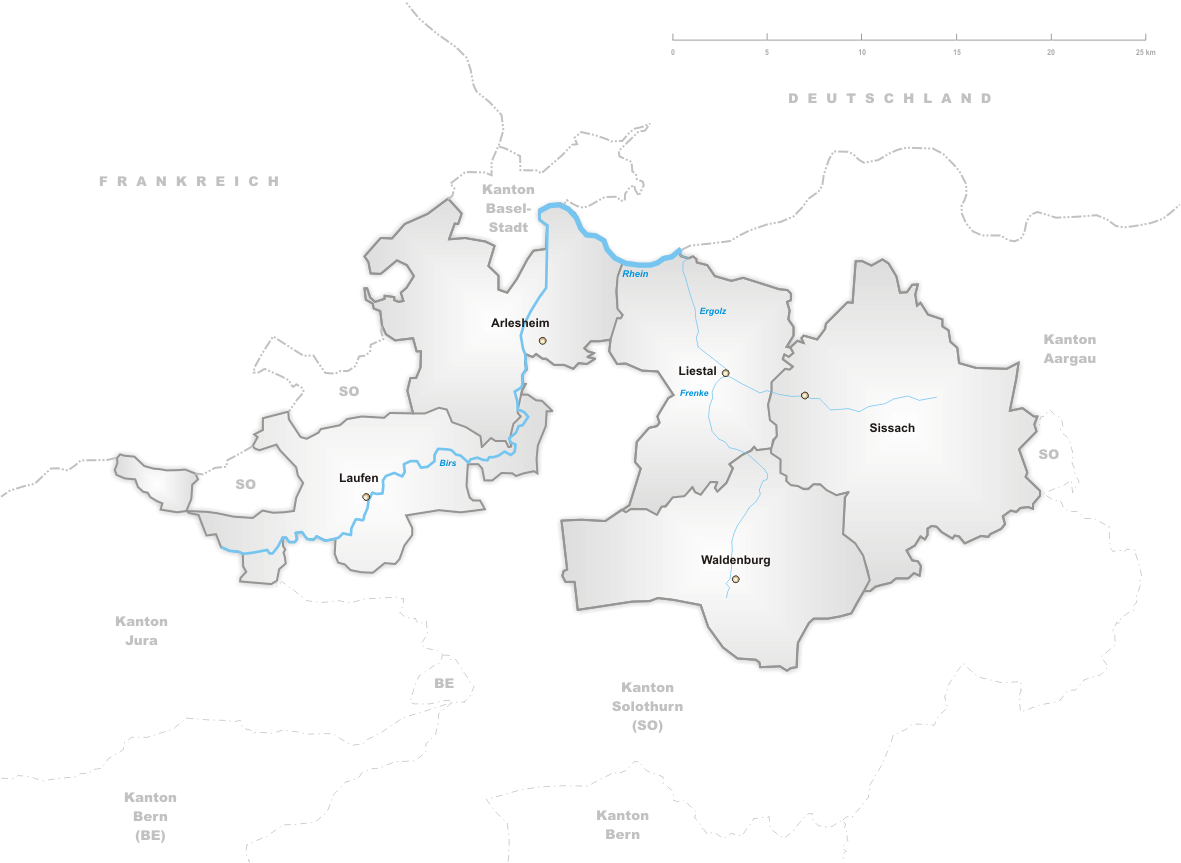
Districtes del cantó de Basilea-Camp.

### Districtes
El cantó de Basilea-Camp es divideix actualment en 5 districtes:
- Arlesheim
- Laufen
- Liestal
- Sissach
- Waldenburg

### Municipis
Els 86 municipis existents al cantó s'agrupen de la següent forma:
Districte d'Arlesheim
- Aesch
- Allschwil
- Biel-Benken
- Binningen
- Birsfelden
- Bottmingen
- Ettingen
- Münchenstein
- Muttenz
- Oberwil
- Pfeffingen
- Reinach
- Schönenbuch
- Therwil

Districte de Laufen
- Blauen
- Brislach
- Burg
- Dittingen
- Duggingen
- Grellingen
- Liesberg
- Nenzlingen
- Roggenburg
- Röschenz
- Wahlen
- Zwingen

Districte de Liestal
- Arisdorf
- Augst
- Bubendorf
- Frenkendorf
- Füllinsdorf
- Giebenach
- Hersberg
- Lausen
- Lupsingen
- Pratteln
- Ramlinsburg
- Seltisberg
- Ziefen

Districte de Sissach
- Anwil
- Böckten
- Buckten
- Buus
- Diepflingen
- Gelterkinden
- Häfelfingen
- Hemmiken
- Itingen
- Känerkinden
- Kilchberg
- Läufelfingen
- Maisprach
- Nusshof
- Oltingen
- Ormalingen
- Rickenbach
- Rothenfluh
- Rümlingen
- Rünenberg
- Tecknau
- Tenniken
- Thürnen
- Wenslingen
- Wintersingen
- Zunzgen

Districte de Waldenburg
- Arboldswil
- Bennwil
- Bretzwil
- Diegten
- Eptingen
- Hölstein
- Lampenberg
- Langenbruck
- Lauwil
- Liedertswil
- Niederdorf
- Oberdorf
- Reigoldswil
- Titterten

## Política
El parlament del cantó (Landrat) està format per 90 representants del poble (administradors de districte). Les eleccions per a l'administrador de districte tenen lloc cada quatre anys segons la representació proporcional. No es pot dissoldre prematurament. El diagrama següent mostra la distribució actual dels seients al parlament després del 12 de febrer de 2023.
| Candidatura | Candidatura                      | % Vots | Seients |
| ----------- | -------------------------------- | ------ | ------- |
|             | Partit Popular Suís              | 22,9%  | 21      |
|             | Partit Socialdemòcrata de Suïssa | 22,0%  | 20      |
|             | Els Liberals                     | 18,0%  | 17      |
|             | Partit Verd de Suïssa            | 12,5%  | 12      |
|             | El Centre                        | 10,9%  | 10      |
|             | Partit Liberal Verd de Suïssa    | 8,4%   | 6       |
|             | Partit Evangèlic Suís            | 5,2%   | 4       |

## Educació
El cantó, que, juntament amb el cantó de Basilea-Ciutat, és el patrocinador de la Universitat de Basilea i part de la Universitat de Ciències Aplicades del nord-oest de Suïssa, que funciona tant com a universitat i com a institut tècnic.
- Universitat de Disseny i Art de Basilea a Münchenstein.
- Campus principal de la Universitat de Ciències Aplicades del Nord-oest de Suïssa a Muttenz.
- Departament d'Esport, Exercici i Salut de la Universitat de Basilea a Münchenstein.
- Institut Tropical i de Salut Pública Suís a Allschwil.